# 硝酸镝
硝酸镝是一种无机化合物，化学式为Dy(NO3)3。

## 制备
硝酸镝可以将氧化镝、氢氧化镝或碳酸镝溶于硝酸得到：
Dy2O3 + 6 HNO3 → 2 Dy(NO3)3 + 3 H2O
Dy(OH)3 + 3 HNO3 → Dy(NO3)3 + 3 H2O
所得溶液经过小心蒸发可以得到水合硝酸镝，其中六水合物最常见。

## 化学性质
水合硝酸镝受热分解，产生DyONO3，继续加热得到氧化镝。

## 拓展阅读
- Magnetic Salt - Dysprosium Nitrate （页面存档备份，存于）（视频）. NurdRage